# Rodrigo Battaglia
Rodrigo Andrés Battaglia, detto Rodri Battaglia (Morón, 12 luglio 1991), è un calciatore argentino con passaporto italiano, centrocampista del Boca Juniors.

## Carriera

### Club

#### Gli anni nelle giovanili
La sua carriera da calciatore inizia nel 2006 quando viene acquistato dal Vélez Sarsfield per militare nelle divisioni giovanili del club. Dopo due stagioni, esattamente nel 2008, viene acquistato dall'Almagro.

#### Huracán e Racing Avellaneda
Messosi in mostra nelle due stagioni disputate con il club di Almagro, passa all'Huracán per militare in prima squadra.
Debutta come calciatore professionista, a 19 anni, durante il match perso contro il Racing de Avellaneda. Conclude la stagione 2010-2011 con 11 presenze all'attivo che non servono ad evitare la retrocessione della squadra in Primera B Nacional.
Segna il suo primo gol in stagione con la maglia dei Los Quemeros il 26 marzo 2011 nel match contro il Gimnasia La Plata.
Il 30 luglio 2013, dopo essersi svincolato dall'Huracan, firma un contratto annuale con il Racing Avellaneda.

#### Braga e i vari prestiti
Nel gennaio del 2014 lascia il club argentino e firma con lo Sporting Braga.
Alla prima stagione raccoglie 6 presenze con la Prima squadra e 2 presenze ed un goal con la Squadra B. A fine stagione lascia gli Arsenalistas e passa in prestito al Moreirense con il quale in due stagioni mette insieme 35 presenze e 3 reti. Il 1º gennaio 2016 torna in patria e passa, sempre in prestito, per 18 mesi, al Rosario Central. Il prestito viene risolto anticipatamente e ritorna in Portogallo, sempre in prestito, al Chaves, fino a gennaio 2017, quando rientra al Braga con il quale gioca 16 partite e segna un goal.

#### Sporting Lisbona
Nella stagione 2017-2018 viene acquistato dallo Sporting Lisbona, con il quale giocherà fino al termine della stagione 2019-2020, disputando 74 partite e segnando 3 goal.

#### Prestiti ad Alavés e Maiorca
Il 27 agosto 2020 viene ceduto in prestito agli spagnoli dell'Alavés.
Il 12 agosto 2021 viene nuovamente ceduto in prestito in Spagna, questa volta al Maiorca.

### Nazionale
Nel 2010 viene convocato dal ct dell'Under-20 Sergio Batista per prendere parte sia al Torneo di Tolone edizione 2009, sia al Campionato sudamericano del 2011 organizzato in Perù.
Il 17 agosto 2018 viene convocato per la prima volta in nazionale maggiore dal neo-CT Lionel Scaloni.

## Statistiche

### Presenze e reti nei club
Statistiche aggiornate al 16 marzo 2025.
| Stagione                | Squadra                 | Campionato              | Campionato | Campionato | Coppe nazionali | Coppe nazionali | Coppe nazionali | Coppe continentali | Coppe continentali | Coppe continentali | Altre coppe | Altre coppe | Altre coppe | Totale | Totale | Totale |
| Stagione                | Squadra                 | Comp                    | Pres       | Reti       | Comp            | Pres            | Reti            | Comp               | Pres               | Reti               | Comp        | Pres        | Reti        | Pres   | Reti   |        |
| ----------------------- | ----------------------- | ----------------------- | ---------- | ---------- | --------------- | --------------- | --------------- | ------------------ | ------------------ | ------------------ | ----------- | ----------- | ----------- | ------ | ------ | ------ |
| 2010-2011               | Huracán                 | PD                      | 29         | 1          | -               | -               | -               | -                  | -                  | -                  | -           | -           | -           | 29     | 1      |        |
| 2011-2012               | Huracán                 | PBN                     | 32         | 3          | CA              | 0               | 0               | -                  | -                  | -                  | -           | -           | -           | 32     | 3      |        |
| 2012-2013               | Huracán                 | PBN                     | 7          | 0          | CA              | 0               | 0               | -                  | -                  | -                  | -           | -           | -           | 7      | 0      |        |
| Totale Huracan          | Totale Huracan          | Totale Huracan          | 68         | 4          |                 | 0               | 0               |                    | -                  | -                  |             | -           | -           | 68     | 4      |        |
| 2013-gen. 2014          | Racing Club             | PD                      | 8          | 0          | CA              | 0               | 0               | CS                 | 1                  | 0                  | -           | -           | -           | 9      | 0      |        |
| gen.-giu. 2014          | Braga B                 | SL                      | 2          | 1          | -               | -               | -               | -                  | -                  | -                  | -           | -           | -           | 2      | 1      |        |
| gen.-giu. 2014          | Braga                   | PL                      | 6          | 0          | CP+CdL          | 1+0             | 0               | -                  | -                  | -                  | -           | -           | -           | 7      | 0      |        |
| 2014-2015               | Moreirense              | PL                      | 25         | 2          | CP+CdL          | 2+5             | 0+1             | -                  | -                  | -                  | -           | -           | -           | 32     | 3      |        |
| 2015-gen. 2016          | Moreirense              | PL                      | 10         | 1          | CP+CdL          | 1+0             | 0               | -                  | -                  | -                  | -           | -           | -           | 11     | 1      |        |
| Totale Moreirense       | Totale Moreirense       | Totale Moreirense       | 35         | 3          |                 | 8               | 1               |                    | -                  | -                  |             | -           | -           | 43     | 4      |        |
| 2016                    | Rosario Central         | PD                      | 4          | 0          | CA              | 0               | 0               | CL                 | 1                  | 0                  | -           | -           | -           | 5      | 0      |        |
| 2016-gen. 2017          | Chaves                  | PL                      | 14         | 3          | CP+CdL          | 3+1             | 1+0             | -                  | -                  | -                  | -           | -           | -           | 18     | 4      |        |
| gen.-giu. 2017          | Braga                   | PL                      | 16         | 1          | CP+CdL          | 0+3             | 0               | UEL                | -                  | -                  | -           | -           | -           | 19     | 1      |        |
| Totale Braga            | Totale Braga            | Totale Braga            | 22         | 1          |                 | 4               | 0               |                    | -                  | -                  |             | -           | -           | 26     | 1      |        |
| 2017-2018               | Sporting Lisbona        | PL                      | 33         | 1          | CP+CdL          | 6+4             | 0               | UCL+UEL            | 8+6                | 1+1                | -           | -           | -           | 57     | 3      |        |
| 2018-2019               | Sporting Lisbona        | PL                      | 8          | 0          | CP+CdL          | 0+1             | 0               | UEL                | 2                  | 0                  | -           | -           | -           | 11     | 0      |        |
| 2019-2020               | Sporting Lisbona        | PL                      | 15         | 0          | CP+CdL          | 0+3             | 0               | UEL                | 2                  | 0                  | SP          | -           | -           | 20     | 0      |        |
| Totale Sporting Lisbona | Totale Sporting Lisbona | Totale Sporting Lisbona | 56         | 1          |                 | 14              | 0               |                    | 18                 | 2                  |             | -           | -           | 88     | 3      |        |
| 2020-2021               | Alavés                  | PD                      | 32         | 1          | CR              | 3               | 0               | -                  | -                  | -                  | -           | -           | -           | 35     | 1      |        |
| 2021-2022               | Maiorca                 | PD                      | 26         | 0          | CR              | 5               | 0               | -                  | -                  | -                  | -           | -           | -           | 31     | 0      |        |
| 2022-apr. 2023          | Maiorca                 | PD                      | 15         | 0          | CR              | 3               | 0               | -                  | -                  | -                  | -           | -           | -           | 18     | 0      |        |
| Totale Maiorca          | Totale Maiorca          | Totale Maiorca          | 41         | 0          |                 | 8               | 0               |                    | -                  | -                  |             | -           | -           | 49     | 0      |        |
| apr.-dic. 2023          | Atlético Mineiro        | M1/MG+A                 | 1+22       | 0+0        | CB              | 4               | 1               | CL                 | 7                  | 0                  | -           | -           | -           | 34     | 1      |        |
| 2024                    | Atlético Mineiro        | M1/MG+A                 | 9+26       | 2+0        | CB              | 8               | 1               | CL                 | 13                 | 1                  | -           | -           | -           | 56     | 4      |        |
| Totale Atletico Mineiro | Totale Atletico Mineiro | Totale Atletico Mineiro | 10+48      | 2+0        |                 | 12              | 2               |                    | 20                 | 1                  |             | -           | -           | 90     | 5      |        |
| 2025                    | Boca Juniors            | PD                      | 6          | 0          | CA              | 0               | 0               | CL                 | 2                  | 0                  | Cmc         | 1           | 1           | 9      | 1      |        |
| Totale carriera         | Totale carriera         | Totale carriera         | 346        | 16         |                 | 53              | 4               |                    | 42                 | 3                  |             | 1           | 1           | 442    | 24     |        |

### Cronologia presenze e reti in nazionale
| Cronologia completa delle presenze e delle reti in nazionale ― Argentina | Cronologia completa delle presenze e delle reti in nazionale ― Argentina | Cronologia completa delle presenze e delle reti in nazionale ― Argentina | Cronologia completa delle presenze e delle reti in nazionale ― Argentina | Cronologia completa delle presenze e delle reti in nazionale ― Argentina | Cronologia completa delle presenze e delle reti in nazionale ― Argentina | Cronologia completa delle presenze e delle reti in nazionale ― Argentina | Cronologia completa delle presenze e delle reti in nazionale ― Argentina |
| Data                                                                     | Città                                                                    | In casa                                                                  | Risultato                                                                | Ospiti                                                                   | Competizione                                                             | Reti                                                                     | Note                                                                     |
| ------------------------------------------------------------------------ | ------------------------------------------------------------------------ | ------------------------------------------------------------------------ | ------------------------------------------------------------------------ | ------------------------------------------------------------------------ | ------------------------------------------------------------------------ | ------------------------------------------------------------------------ | ------------------------------------------------------------------------ |
| 12-9-2018                                                                | East Rutherford                                                          | Colombia                                                                 | 0 – 0                                                                    | Argentina                                                                | Amichevole                                                               | -                                                                        |                                                                          |
| 16-10-2018                                                               | Gedda                                                                    | Brasile                                                                  | 1 – 0                                                                    | Argentina                                                                | Amichevole                                                               | -                                                                        | 84’                                                                      |
| Totale                                                                   |                                                                          | Presenze                                                                 | 2                                                                        |                                                                          | Reti                                                                     | 0                                                                        |                                                                          |

## Palmarès

### Club

#### Competizioni nazionali
- Coppa di Lega portoghese: 2

Sporting Lisbona: 2017-2018, 2018-2019
- Coppa del Portogallo: 1

Sporting Lisbona: 2018-2019

#### Competizioni statali
- Campionato Mineiro: 2

Atletico Mineiro: 2023, 2024